# Béla Varga
Béla Varga (ur. 3 lutego 1903 w Börcs k. Győru, zm. 13 października 1995 w Budapeszcie)  – węgierski ksiądz katolicki, prałat i protonotariusz apostolski, poseł, przewodniczący Zgromadzenia Narodowego Węgier, działacz węgierskiej emigracji antykomunistycznej.

## Młodość
Béla Varga urodził się w chłopskiej rodzinie, czym bardzo się szczycił. Był najstarszym z pięciorga dzieci Ferenca Vargi i Márii Somogyi. W rodzinnej wsi Börcs ukończył gminną szkołę powszechną. Za namową nauczyciela, który dostrzegł u chłopca ponadprzeciętne zdolności, rodzice posłali go do  gimnazjum benedyktynów w pobliskim mieście Győr. Po zdaniu matury powziął decyzję o zostaniu księdzem. Nie pociągało go jednak życie zakonne: jego celem było zostać zwykłym wiejskim księdzem-nauczycielem.
Jeszcze podczas jego nauki w gimnazjum do Węgier dotarła I wojna światowa, po której nastąpił okres dyktatury bolszewickiej. Młodym Bélą Varga bardzo wstrząsnęły wydarzenia powojenne, szczególnie traktat w Trianon, a potem głęboki kryzys ekonomiczny i polityczny lat dwudziestych. W 1921 przyłączył się do powstańców węgierskich walczących przeciwko oderwaniu od Węgier terenów dzisiejszego Burgenlandu. Jako gimnazjalista Béla Varga był z przekonania rojalistą i do powstańców przyłączył się jedynie z młodzieńczego zapału. Wydarzenia te wzmocniły w nim postanowienie o zostaniu księdzem. Został przyjęty do seminarium duchownego w Veszprémie, a jego młodszy brat Andor wkrótce podążył w jego ślady (później towarzyszył mu też na wieloletniej emigracji).
W 1926 Béla Varga został wyświęcony na księdza, po czym jego biskup – veszprémski dr Nándor Rott – najpierw posłał jego jako kapłana do wsi Somlóvásárhely, a później do wsi Várpalota. Tu ks. Varga pierwszy raz zetknął się z ruchem socjaldemokratów.

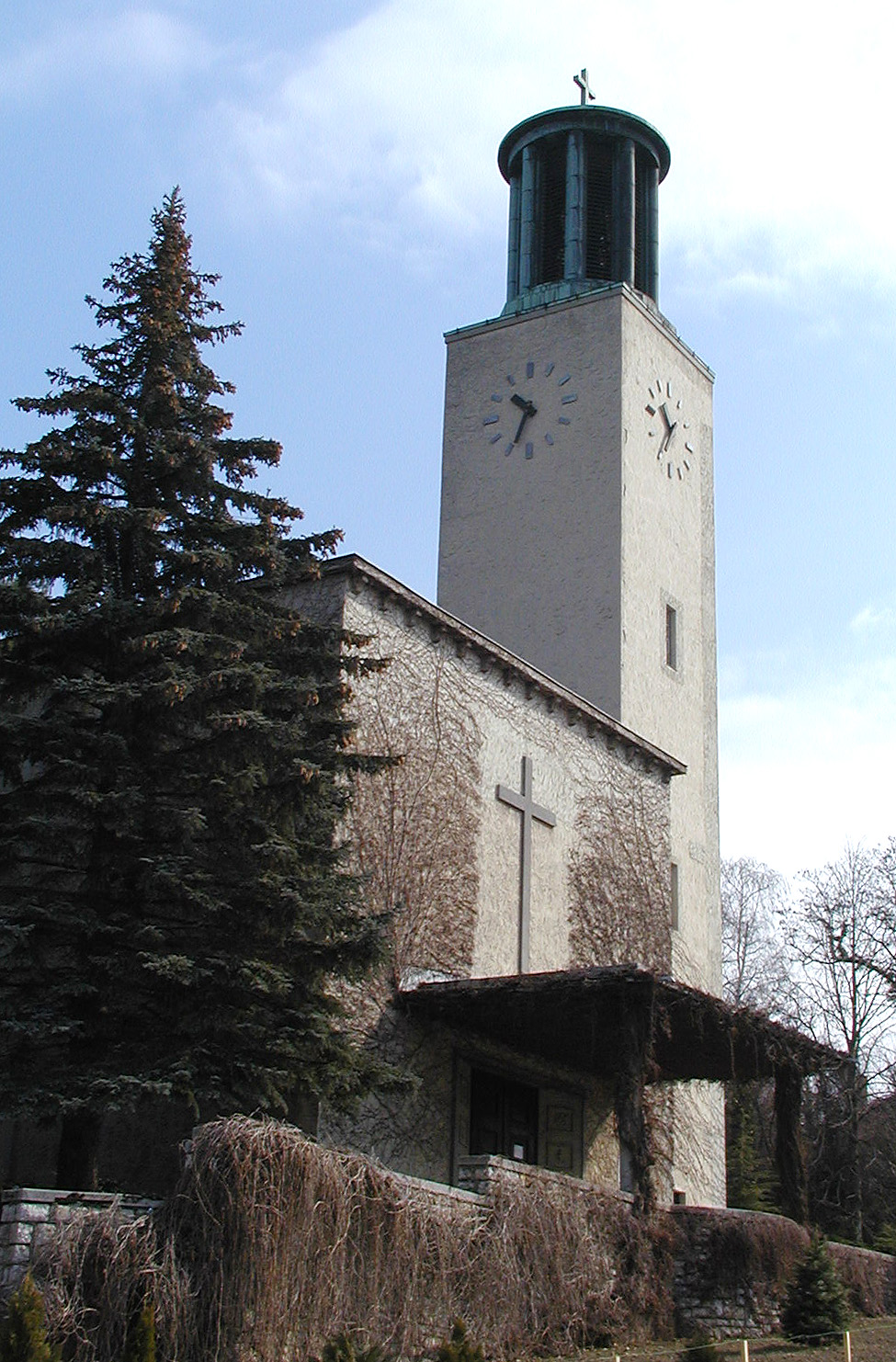
Zbudowany przez ks. Vargę kościół parafialny w Balatonboglár w 2001

W 1929 ks. Varga został proboszczem w Balatonboglár, gdzie początkowo posługiwał w biednym kościółku przerobionym z chłopskiej lepianki. Z inicjatywy księdza zawiązał się komitet budowy kościoła. Na jego czele stanął miejscowy właściciel ziemski Gaston Gaal. Tenże Gaston Gall wskrzesił i zreorganizował Niezależną Partię Drobnych Rolników, do której ks. Varga wstąpił za zgodą swojego biskupa. Konsekracja świątyni w Balatonboglár nastąpiła w 1931 roku. Zbudowano go w bardzo nowoczesnym, wówczas jeszcze w nader śmiałym stylu, przy pełnym poparciu wiernych, co w okresie recesji miało wielkie znaczenie. Sukces ten jeszcze zachęcił księdza Vargę do postawienia obok kościoła pokaźnego domu kultury. Oprócz tego ks. Varga nauczał w miejscowej szkole.

## II wojna światowa
Podczas II wojny światowej właśnie drogą kontaktów z działaczami Partii Drobnych Rolników do ks. Vargi trafili duchowni i wojskowi organizujący pomoc dla polskich uchodźców na Węgrzech. Ks. Varga niezwłocznie przeznaczył budynek domu kultury przy kościele w Balatonboglár na szkołę dla polskiej młodzieży, które przy jego wsparciu działało do 1944. Ks. Varga i jego parafianie pomagali również uciekinierom zmierzającym do armii polskiej we Francji i udzielali schronienia kurierom rządu londyńskiego, chronili Pod koniec wojny pomagali również jeńcom francuskim, których obóz powstał koło Balatonboglár.
Jeszcze przed agresją hitlerowską biskup sufragan w Veszprémie József Mindszenty mianował ks. Vargę najmłodszym w diecezji kanonikiem. Po hitlerowskiej agresji na Węgry 19 marca 1944 ks. Varga musiał natychmiast uchodzić z Balatonboglár. Przy pomocy biskupa Mindszenty'ego znalazł doskonałe schronienie w klasztorze w Homokkomárom. Po przewrocie Szálasiego w listopadzie 1944 ks. Varga udał się do Budapesztu i schronił się u jezuitów, gdzie nawiązał kontakt z całym szeregiem polityków z Niezależnej Partii Drobnych Rolników i innych partii. Ostatecznie ks. Varga uniknął aresztowania przez Gestapo.

## Czasy powojenne
Ks. Béla Varga nie uniknął jednak niewoli sowieckiej. Po zajęciu Budapesztu przez Armię Czerwoną sowieccy wojskowi zawieźli go do jednej z will w Kispest i usiłowali zmusić do wyjawienia, czy Polacy mówili mu coś o Katyniu. Ks. Varga nikogo nie zdradził. Został uwolniony dopiero na wieść, że został posłem do Tymczasowego Zgromadzenia Narodowego w Debreczynie. Brał udział w reorganizowaniu swojej partii i w tworzeniu koalicji z innymi partiami. Atmosfera stawała się coraz bardziej napięta – przez komunistów został okrzyknięty „reakcjonistą”. Béla Varga został prezesem komitetu stołecznego Partii Drobnych Rolników, wziął udział w wyborach, w których jego partia odniosła absolutne zwycięstwo, po czym wybrano go przewodniczącym Zgromadzenia Narodowego, ale po podpisaniu układu pokojowego w Paryżu (luty 1947) sytuacja już tak się zaogniła, że nocą 2 czerwca 1947 ks. Varga uciekł do Austrii.
Przez Wiedeń ks. Varga dostał się do Salzburga – jednej z najważniejszych baz amerykańskiej strefy okupacyjnej. Stąd przez Szwajcarię i Irlandię dostał się do Stanów Zjednoczonych.
Na emigracji Béla Varga wraz z innymi politykami zajął się działaniami politycznymi zmierzającymi do międzynarodowego uznania, że Węgry są okupowane przez Sowietów. To umożliwiło utworzenie emigracyjnego komitetu narodowego z nim samym na czele. Ks. Varga brał udział m.in. w organizowaniu Radia Wolna Europa. Dzięki niemu przedstawicieli sowieckich Węgier nie przyjęto do ONZ – Węgry reprezentowały władze emigracyjne. Przed ONZ ks. Varga potrafił udowodnić, że Sowieci na Węgrzech przetrzymują  ludzi w  obozach pracy przymusowej, czyli opierają się na pracy niewolniczej. W latach 50. XX wieku ks. Béla Varga często występował na tytułowych stronach czołowych światowych gazet i czasopism. Po odwilży pod koniec lat siedemdziesiątych, dzięki ks. Vardze mogła powrócić na Węgry Korona Świętego Stefana. Ks. Varga nawiązał kontakty m.in. ze Zbigniewem Brzezińskim i księciem Jerzym Giedroyciem.
Po upadku komunizmu w 1990 ciężko chory ks. Béla Varga wrócił na Węgry, gdzie został przyjęty z honorami. W 1991 ostatecznie osiedlił się w domu, w Balatonboglár, gdzie obrano go honorowym obywatelem. Zmarł w szpitalu w Budapeszcie 13 października 1995. Pochowano go w Balatonboglár.
Odznaczony pośmiertnie Krzyżem Komandorskim z Gwiazdą Orderu Zasługi Rzeczypospolitej Polskiej (2010).